# Tres (álbum de Matisse)
Tres es el tercer álbum de estudio del trío mexicano Matisse.
El álbum se caracteriza por el estilo romántico y suave de los intérpretes, donde el trío incursiona en el género urbano alternando con ritmos de balada y pop. Asimismo el 27 de noviembre de 2020, el álbum fue presentado después de su sencillo «Ya no estás».
De este álbum, se desprenden algunos sencillos como: «Primer avión», «Imposible amor», «Nada» y «Eres tú» entre otros. Cuenta con las participaciones de Camilo, Reik, Guaynaa y ChocQuibTown.

## Lista de canciones
| N.º | Título                         | Duración |  |
| 1.  | «Primer avión» (con Camilo)    | 3:03     |  |
| 2.  | «Eres tú» (con Reik)           | 3:38     |  |
| 3.  | «Nadie»                        | 3:18     |  |
| 4.  | «Imposible amor» (con Guaynaa) | 3:08     |  |
| 5.  | «No seas así»                  | 2:38     |  |
| 6.  | «Ay Ay»                        | 3:14     |  |
| 7.  | «Nada» (con ChocQuibTown)      | 3:33     |  |
| 8.  | «Ya no estás»                  | 3:18     |  |
| 9.  | «Yo sé»                        | 2:55     |  |